# Gruta das Almas
A Gruta das Almas é uma gruta portuguesa localizada na freguesia de Santo António, concelho de São Roque do Pico, ilha do Pico, arquipélago dos Açores.
Esta cavidade apresenta uma geomorfologia de origem vulcânica em forma de tubo de lava.